# Jean Domat
Jean Domat eller Daumat, född 30 november 1625, död 14 mars 1696, var en fransk jurist.

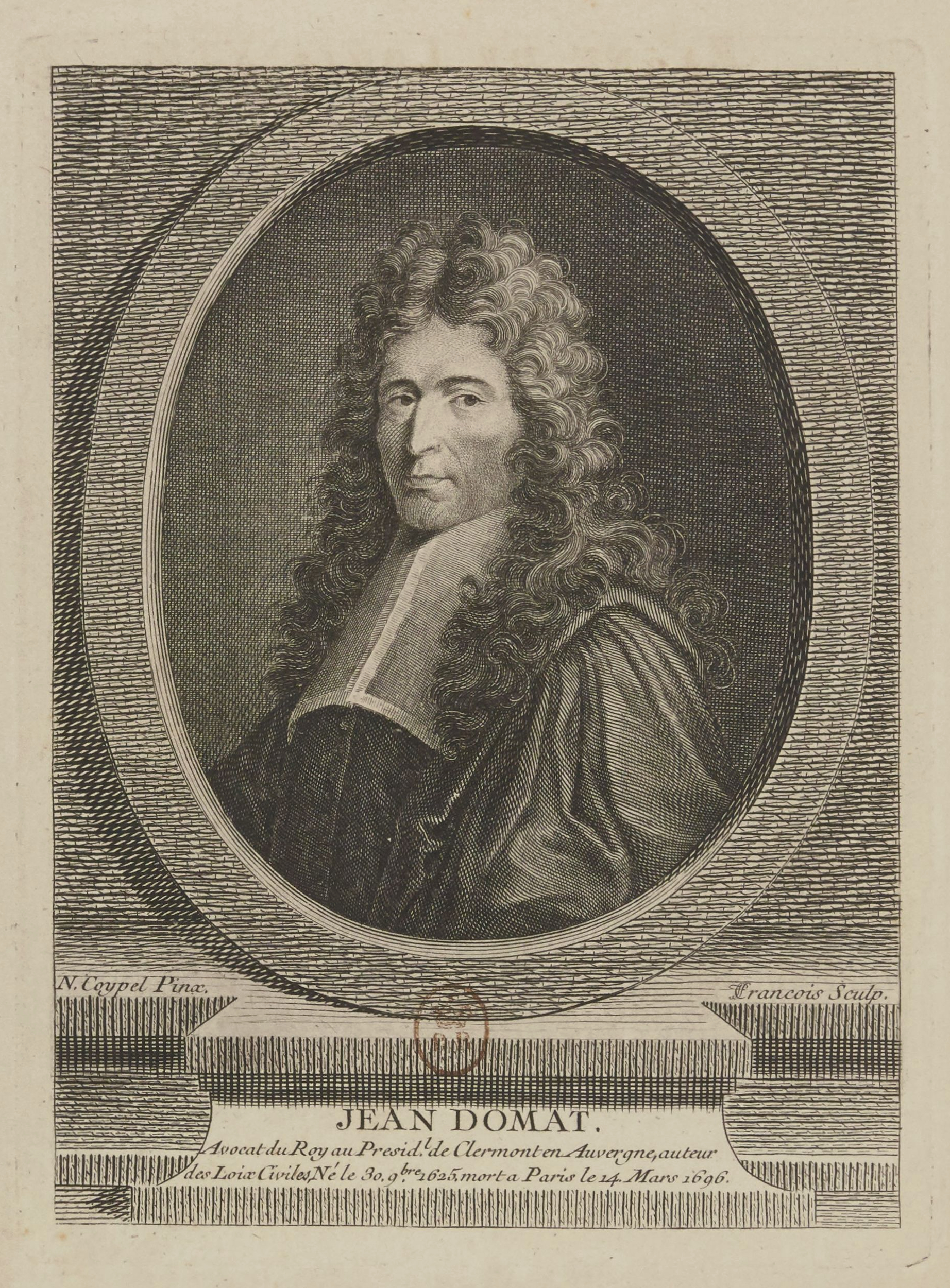
Jean Domat

Domat var först i 30 år allmän åklagare i Clermont men kallades 1681 till Paris, där han hade nära kontakt med Blaise Pascal och den jansenistiska kretsen vid Port-Royal. Inflytande från den religiösa uppfattningen i denna krets kan spåras i Domats huvudverk, Les lois civiles dans leur ordre naturel (3 band, 1689-1694), som ända till revolutionen spelade stor roll vid de franska domstolarnas rättskipning.

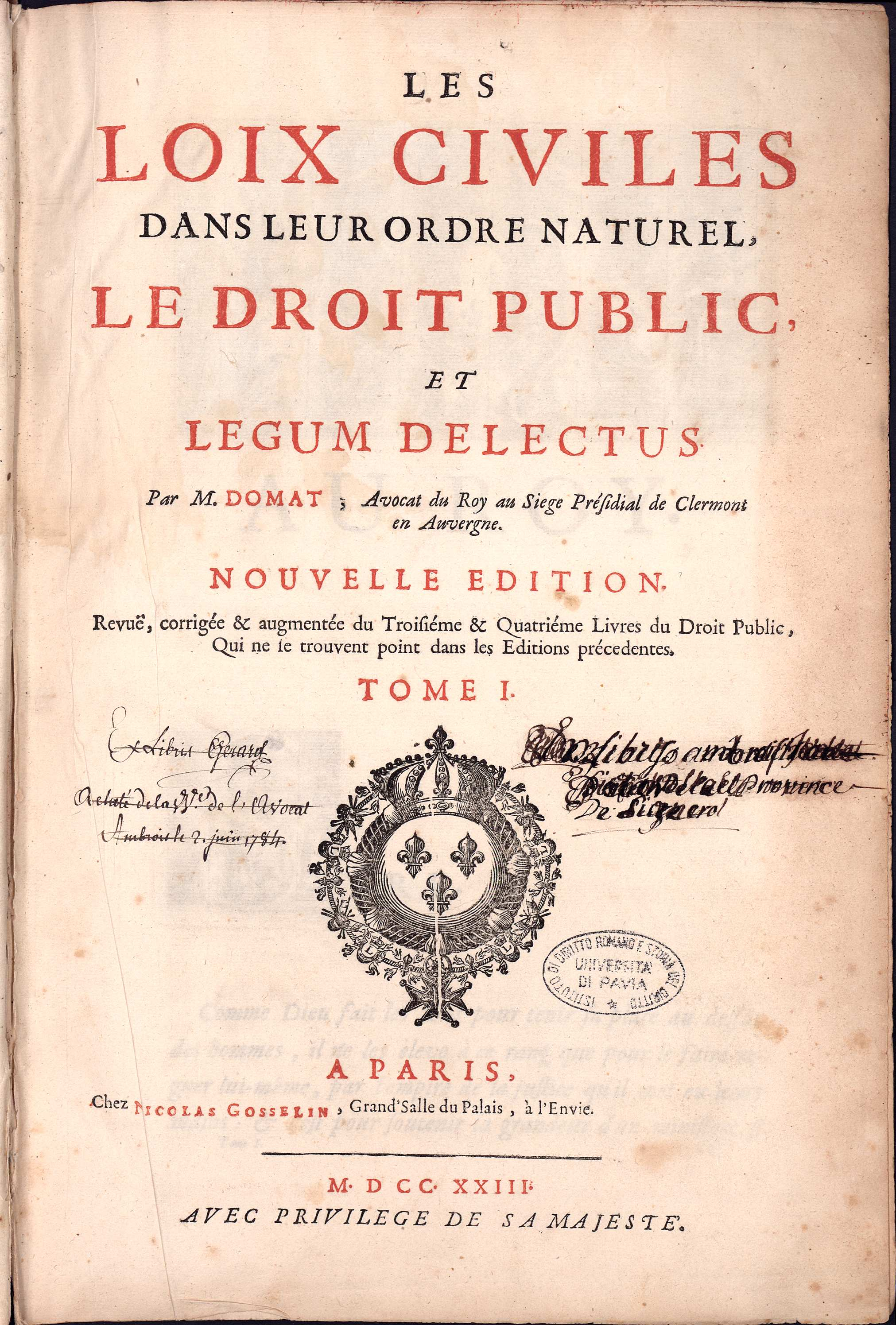
Le loix civiles dans leur ordre naturel, ed. 1723.